# Suzuki Swift
 Denne artikel omhandler den europæiske Suzuki Swift. Opslagsordet har også en anden betydning, se Suzuki Swift (flertydig).
Suzuki Swift er en minibil fra Suzuki bygget siden efteråret 1983.
Swift blev præsenteret som Suzuki Cultus på det 25. Tokyo Motor Show som resultatet af et samarbejde med General Motors. I starten solgt som SA 310 og SA 413, kom der tre nye generationer i årene 1989 til 2005. Facelifts fandt sted i årene 1986, 1992 og 1995. Modellen introduceret i 2005 har ikke ret meget med sine forgængere at gøre. Den model er større, mere robust og tungere.
På det internationale marked sælges Swift under andre navne, som f.eks. Suzuki Cultus i Japan, Maruti Esteem i Indien, Chevrolet Sprint, Pontiac Firefly og Geo Metro i USA såvel som Holden Barina i Australien. I Japan blev den første generation også markedsført af Isuzu under navnet Isuzu Geminett.
Siden 1996 bygges biler til det europæiske marked hos Magyar Suzuki Corporation i Esztergom, Ungarn.

## Swift (AA, 1983−1989)
Motorer fra 1983
- 1,0 liter, 3 cylindre med 36 kW (49 hk) (uden katalysator)

Motorer fra 1984
- 1,3 liter, 4 cylindre med 54 kW (73 hk) (uden katalysator)
- 1,3 liter, 4 cylindre med 50 kW (68 hk) (med ureguleret katalysator)

Motorer fra 1985
- 1,0 liter, 3 cylindre med 52 kW (71 hk) ved 5500 omdr./min. og turbolader

Motorer fra 1986
- 1,0 liter, 3 cylindre med 40 kW (54 hk) (med ureguleret katalysator)
- 1,3 liter, 4 cylindre med 47 kW (64 hk) (med ureguleret katalysator)
- 1,3 liter, 4 cylindre med 74 kW (101 hk) ved 6500 omdr./min. (med ureguleret katalysator) (Swift GTI)

Motorer fra 1989
- 1,0 liter, 3 cylindre med 39 kW (53 hk) (med reguleret katalysator)
- 1,3 liter, 4 cylindre med 51 kW (70 hk) ved 6000 omdr./min. (med reguleret katalysator)
- 1,3 liter, 4 cylindre med 74 kW (101 hk) ved 6450 omdr./min. (med reguleret katalysator) (Swift GTI)

## Swift (EA, 1989−1995)
I foråret 1989 blev den anden generation af Swift, som var vokset betydeligt i bredde og længde, introduceret. Motorerne var, med mindre modifikationer, de samme som i forgængeren med undtagelse af den firecylindrede 1,6-litersmotor, som også kunne leveres med firehjulstræk.
Ud over den tre- og femdørs hatchback kunne modellen fra september 1991 også leveres som sedan og cabriolet.
- Bagfra
- Suzuki Swift femdørs
(1989−1995)
- Suzuki Swift sedan
(1991–1995)
- Suzuki Swift cabriolet (1991–1995)

### Swift GTi
1,3-litersmotoren med 16 ventiler og 74 kW (101 hk) var den stærkeste motor i Swift. Motoren var forbeholdt GTi-versionen, som kun fandtes som hatchback.
Konstruktionen af GTi-motoren var tænkt til den senere Suzuki Hayabusa 1300, som gælder for forgænger for supermotorcyklen. Motoren blev udviklet allerede i de tidlige 1980'ere og benyttet allerede i forgængeren (AA).
GTi-udgaven fandtes kun i AA- og EA-modellerne. Med introduktionen af MA-modellen udgik GTi-udgaven af produktion igen.
- Suzuki Swift GTi (1990)
- Logo for Swift GTi

### Tekniske data
|                                                | 1.0                                     | 1.3                                         | 1.3 16V GTi               | 1.6                                         |
| Motordata                                      |                                         |                                             |                           |                                             |
| Motorkode                                      | G10                                     | G13B                                        | G13B                      | G16B/15A                                    |
| Motortype                                      | R3-benzinmotor                          | R4-benzinmotor                              | R4-benzinmotor            | R4-benzinmotor                              |
| Antal ventiler pr. cylinder                    | 2                                       | 2                                           | 4                         | 4                                           |
| Ventilstyring                                  | OHC, tandrem                            | OHC, tandrem                                | DOHC, tandrem             | OHC, tandrem                                |
| Fødesystem                                     | Monopoint- indsprøjtning                | Monopoint- indsprøjtning                    | Multipoint- indsprøjtning | Monopoint- indsprøjtning                    |
| Trykladning                                    | –                                       | –                                           | –                         | –                                           |
| Køling                                         | Vandkøling                              | Vandkøling                                  | Vandkøling                | Vandkøling                                  |
| Boring × slaglængde                            | 74,0 × 77,0 mm                          | 74,0 × 75,5 mm                              | 74,0 × 75,5 mm            | 75,0 × 90,0 mm                              |
| Slagvolume                                     | 993 cm³                                 | 1299 cm³                                    | 1299 cm³                  | 1590 cm³                                    |
| Kompressionsforhold                            | 9,0:1                                   | 9,5:1                                       | 10,0:1                    | 9,5:1                                       |
| Maks. effekt ved omdr./min.                    | 39 kW (53 hk) 5700                      | 50 kW (68 hk) 6000                          | 74 kW (101 hk) 6450       | 68 kW (92 hk) 6000                          |
| Maks. drejningsmoment ved omdr./min.           | 76 Nm 3500                              | 99 Nm 3500                                  | 113 Nm 4950               | 133 Nm 3500                                 |
| Kraftoverførsel                                |                                         |                                             |                           |                                             |
| Drivende hjul (standardudstyr)                 | Forhjul                                 | Forhjul                                     | Forhjul                   | Forhjul                                     |
| Drivende hjul (ekstraudstyr)                   | –                                       | Alle                                        | Alle                      | Alle                                        |
| Gearkasse (standardudstyr)                     | 4-trins manuel                          | 5-trins manuel                              | 5-trins manuel            | 5-trins manuel                              |
| Gearkasse (ekstraudstyr)                       | 5-trins manuel eller 3-trins automatisk | 3-trins automatisk                          | 3-trins automatisk        | 3-trins automatisk                          |
| Præstationer                                   |                                         |                                             |                           |                                             |
| Topfart                                        | 145 km/t (140 km/t)                     | 165 km/t (156 km/t)                         | 188 km/t (182 km/t)       | 180 km/t (170 km/t)                         |
| Brændstofforbrug pr. 100 km ved blandet kørsel | 5,8 liter (7,3 liter) Blyfri 95         | 6,2 liter (8,2 liter) [6,5 liter] Blyfri 95 | 7,2 liter Blyfri 95       | 6,8 liter (8,2 liter) [8,2 liter] Blyfri 95 |

1. ↑  Værdier i runde parenteser gælder for versioner med automatgear, og i kantede parenteser for versioner med firehjulstræk

## Swift (MA, 1995−2003)
Den tredje generation blev præsenteret i 1995 og var i grunden en videreudvikling af anden generation, snarere end en helt ny model. Den fandtes med en 1,0-liters benzinmotor med 39 kW (53 hk) eller en 1,3-litersmotor med 50 kW (68 hk, fra 2001 63 kW (85 hk)). Der fandtes dog ikke længere nogen version med firehjulstræk.
Swift fandtes i 3- og 5-dørs hatchbackudgaver og i en 4-dørs sedanudgave. Bagagerummet kunne rumme 290 liter, eller ca. 950 liter med bagsædet lagt ned.
En næsten identisk søstermodel var den mellem efteråret 1995 og slutningen af 2003 fremstillede Subaru Justy. Denne model adskilte sig udelukkende fra Swift med sit standardmonterede firehjulstræk.

### Sikkerhed
Det svenske forsikringsselskab Folksam vurderer flere forskellige bilmodeller ud fra oplysninger fra virkelige ulykker, hvorved risikoen for død eller invaliditet i tilfælde af en ulykke måles. I rapporterne Hur säker är bilen? er/var Swift i årgangene 1989 til 2001 klassificeret som følger:
- 1999: Mindst 40 % dårligere end middelbilen[1]
- 2001: Mindst 20 % dårligere end middelbilen[2]
- 2003: Ned til 15 % dårligere end middelbilen[3]
- 2005: Ned til 15 % dårligere end middelbilen[4]
- 2007: Dårligere end middelbilen[5]
- 2009: Dårligere end middelbilen[6]
- 2011: Dårligere end middelbilen[7]
- 2013: Som middelbilen[8]
- 2015: Mindst 40 % dårligere end middelbilen[9]
- 2017: Mindst 40 % dårligere end middelbilen[10]

### Tekniske data
|                                                | 1.0                             | 1.3                      | 1.3                             |
| Byggeperiode                                   | 1995−2003                       | 1995−2001                | 2001−2003                       |
| Motordata                                      |                                 |                          |                                 |
| Motorkode                                      | G10                             | G13B                     | G13B                            |
| Motortype                                      | R3-benzinmotor                  | R4-benzinmotor           | R4-benzinmotor                  |
| Antal ventiler pr. cylinder                    | 2                               | 2                        | 4                               |
| Ventilstyring                                  | OHC, tandrem                    | OHC, tandrem             | DOHC, tandrem                   |
| Fødesystem                                     | Monopoint- indsprøjtning        | Monopoint- indsprøjtning | Multipoint- indsprøjtning       |
| Trykladning                                    | –                               | –                        | –                               |
| Køling                                         | Vandkøling                      | Vandkøling               | Vandkøling                      |
| Boring × slaglængde                            | 74,0 × 77,0 mm                  | 74,0 × 75,5 mm           | 74,0 × 75,5 mm                  |
| Slagvolume                                     | 993 cm³                         | 1299 cm³                 | 1299 cm³                        |
| Kompressionsforhold                            | 9,5:1                           | 9,5:1                    | 9,5:1                           |
| Maks. effekt ved omdr./min.                    | 39 kW (53 hk) 5700              | 50 kW (68 hk) 6000       | 63 kW (85 hk) 6000              |
| Maks. drejningsmoment ved omdr./min.           | 76 Nm 3300                      | 99 Nm 3500               | 106 Nm 3500                     |
| Kraftoverførsel                                |                                 |                          |                                 |
| Drivende hjul                                  | Forhjul                         | Forhjul                  | Forhjul                         |
| Gearkasse (standardudstyr)                     | 5-trins manuel                  | 5-trins manuel           | 5-trins manuel                  |
| Gearkasse (ekstraudstyr)                       | 3-trins automatisk              | 3-trins automatisk       | 3-trins automatisk              |
| Præstationer                                   |                                 |                          |                                 |
| Topfart                                        | 145 km/t (140 km/t)             | 165 km/t (155 km/t)      | 165 km/t (155 km/t)             |
| Brændstofforbrug pr. 100 km ved blandet kørsel | 5,3 liter (6,2 liter) Blyfri 95 |                          | 5,6 liter (7,1 liter) Blyfri 95 |

1. ↑  Værdier i parentes gælder for versioner med automatgear

## Swift (MZ/EZ, 2005−2010)
Udviklingen af fjerde generation af Swift blev påbegyndt sent i 2001 i samarbejde med det italienske designfirma Vercarmodel Saro. Prototyperne blev i løbet af 2002 vist på diverse biludstillinger under navnet Suzuki Concept-S (lukket model) og Suzuki Concept-S2 (cabriolet). Kun den lukkede version gik i serieproduktion, og først tre år senere.
Den i starten af 2005 introducerede Swift fandtes med en 1,3-litersmotor med 68 kW (92 hk), en 1,5-litersmotor med 75 kW (102 hk) og som Swift Sport med 1,6-litersmotor med 92 kW (125 hk). 1,3-litersmotoren findes i Swift 4×4 også med firehjulstræk.
- Bagfra
- Suzuki Swift femdørs (2005–2008)

### Facelift
I starten af 2008 fik Swift et facelift, hvor den også kom med en 1,3-liters dieselmotor med 55 kW (75 hk) og partikelfilter.
- Suzuki Swift femdørs (2008–2010)
- Bagfra
- Suzuki Swift Sport (2009)
- Suzuki Swift Rallye

### Sikkerhed
Basismodellen Swift Classic havde udover ABS og selestrammere kun fører- og passagerairbags og skivebremser fortil og tromlebremser bagtil. Swift Sport med den stærkste motor havde ligeledes skivebremser bagtil.
Fra 2009 havde alle modeller, undtagen 4×4, også ESP, som hidtil havde været forbeholdt Swift Sport. Samtidig fik alle modeller også seks airbags (fører, forsædepassager, sideairbags og gardinairbags). Ved Euro NCAP's kollisionstest fik modellen fire ud af fem mulige stjerner for passagersikkerhed (33 point) og tre ud af fem mulige stjerner for børnesikkerhed (27 point). Fodgængersikkerheden blev belønnet med 20 point og tre ud af fire mulige stjerner.

### Udstyr
Der kunne ikke tilvælges ekstraudstyr udover metallak − basismodellen Swift Classic havde servostyring, hvor topmodellen Swift Sport også havde delt bagsæde og radioforberedelse med tagantenne.
Udstyrsniveauet Club indeholdt bl.a. el-ruder, centrallåsesystem med fjernbetjening, højdejusterbart rat og førersæde, klimaanlæg, delt bagsæde, omdrejningstæller og multifunktionsdisplay med digitalur, udetermometer og forbrugsindikator.
Det højeste udstyrsniveau Comfort havde el-justerbare sidespejle, cd-radio med ratfjernbetjening, sædevarme, læderrat og 15" alufælge. Modellen Comfort+ med navigationssystem udgik senere, og Keyless Go blev standard i varianterne Comfort og Sport.

### Tekniske data
|                                                | 1.3                               | 1.5                             | 1.6 Sport                | 1.3 DDiS                  |
| Byggeperiode                                   | 2005−2010                         | 2005−2010                       | 2005−2010                | 2008−2010                 |
| Motordata                                      |                                   |                                 |                          |                           |
| Motorkode                                      | M13A                              | M15A                            | M16A                     |                           |
| Motortype                                      | R4-benzinmotor                    | R4-benzinmotor                  | R4-benzinmotor           | R4-dieselmotor            |
| Antal ventiler pr. cylinder                    | 4                                 | 4                               | 4                        | 4                         |
| Ventilstyring                                  | DOHC, kæde                        | DOHC, kæde                      | DOHC, kæde               | DOHC, kæde                |
| Fødesystem                                     | Multipoint-indsprøjtning          | Multipoint-indsprøjtning        | Multipoint-indsprøjtning | Commonrail                |
| Trykladning                                    | –                                 | –                               | –                        | Turbolader, ladeluftkøler |
| Køling                                         | Vandkøling                        | Vandkøling                      | Vandkøling               | Vandkøling                |
| Boring × slaglængde                            | 78,0 × 69,5 mm                    | 78,0 × 78,0 mm                  | 78,0 × 83,0 mm           | 69,6 × 82,0 mm            |
| Slagvolume                                     | 1328 cm³                          | 1490 cm³                        | 1586 cm³                 | 1248 cm³                  |
| Kompressionsforhold                            | 9,5:1                             | 9,5:1                           | 11,1:1                   | 17,4:1                    |
| Maks. effekt ved omdr./min.                    | 68 kW (92 hk) 5800                | 75 kW (102 hk) 5900             | 92 kW (125 hk) 6800      | 55 kW (75 hk) 4000        |
| Maks. drejningsmoment ved omdr./min.           | 116 Nm 4200                       | 133 Nm 4100                     | 148 Nm 4800              | 190 Nm 2250               |
| Kraftoverførsel                                |                                   |                                 |                          |                           |
| Drivende hjul (standardudstyr)                 | Forhjul                           | Forhjul                         | Forhjul                  | Forhjul                   |
| Drivende hjul (ekstraudstyr)                   | Alle                              | –                               | –                        | –                         |
| Gearkasse (standardudstyr)                     | 5-trins manuel                    | 5-trins manuel                  | 5-trins manuel           | 5-trins manuel            |
| Gearkasse (ekstraudstyr)                       | 5-trins automatiseret manuel      | 4-trins automatisk              | –                        | –                         |
| Præstationer                                   |                                   |                                 |                          |                           |
| Topfart                                        | 175 km/t [167 km/t]               | 185 km/t (180 km/t)             | 200 km/t                 | 165 km/t                  |
| Acceleration 0-100 km/t                        | 11,0 sek. (12,5 sek.) [12,8 sek.] | 10,0 sek. (11,7 sek.)           | 8,9 sek.                 | 11,7 sek.                 |
| Brændstofforbrug pr. 100 km ved blandet kørsel | 6,1 liter [6,3 liter] Blyfri 95   | 6,5 liter (6,9 liter) Blyfri 95 | 7,1 liter Blyfri 95      | 4,7 liter Diesel          |
| CO2-udslip ved blandet kørsel                  | 143 g/km (148 g/km) [154 g/km]    | 159 g/km (170 g/km)             | 175 g/km                 | 124 g/km                  |

1. ↑  Værdier i runde parenteser gælder for versioner med automatgear eller automatiseret manuelt gear, og i kantede parenteser for versioner med firehjulstræk

## Swift (FZ/NZ, 2010−2017)
I september 2010 kom den femte generation af Suzuki Swift på markedet. Ud over den tre- og femdørs hatchback fandtes der igen en sedan, men kun i Japan.
Optisk lignede modellen meget forgængeren, men teknisk set blev den grundigt modificeret. Ingen dele var overtaget fra forgængeren, og ved hjælp af nye motorer kunne forbruget uden indgriben i ydelsen sænkes med ca. 20%.
Ved introduktionen kunne Swift fås med to forskellige motorvarianter, en 1,2-liters benzinmotor og en 1,3-liters turbodiesel. Benzinmotoren kunne fra starten af 2011 også leveres med firehjulstræk.
- Bagfra
- Suzuki Swift sedan (2011−2017)

### Swift Sport
I slutningen af 2011 kom der en ny Swift Sport på markedet. Modellen var udstyret med den samme 1,6-liters sugemotor som forgængeren, som dog i modificeret form ydede 100 kW (136 hk). 
- Suzuki Swift Sport (2011−2017)
- Bagfra

### Facelift
I oktober 2013 blev Swift let modificeret med en nydesignet kølergrill samt nye frontskørter med LED-dagkørelys, og fra udstyrsvarianten "Exclusive" ligeledes i sidespejlene integrerede blinklys. Modellen fik også start/stop-system, hvorved brændstofforbruget faldt.
- Suzuki Swift (2013−)
- Bagfra

### Tekniske data
|                                                | 1.2                                         | 1.2 ECO+/ Dualjet        | 1.6 Sport                | 1.3 DDiS                  |
| Byggeperiode                                   | 2010−2017                                   | 2014−2017                | 2010−2017                | 2010−2017                 |
| Motordata                                      |                                             |                          |                          |                           |
| Motorkode                                      | K12B                                        | K12B                     | M16A                     |                           |
| Motortype                                      | R4-benzinmotor                              | R4-benzinmotor           | R4-benzinmotor           | R4-dieselmotor            |
| Antal ventiler pr. cylinder                    | 4                                           | 4                        | 4                        | 4                         |
| Ventilstyring                                  | DOHC, kæde                                  | DOHC, kæde               | DOHC, kæde               | DOHC, kæde                |
| Fødesystem                                     | Multipoint-indsprøjtning                    | Multipoint-indsprøjtning | Multipoint-indsprøjtning | Commonrail                |
| Trykladning                                    | –                                           | –                        | –                        | Turbolader, ladeluftkøler |
| Køling                                         | Vandkøling                                  | Vandkøling               | Vandkøling               | Vandkøling                |
| Boring × slaglængde                            | 73,0 × 74,2 mm                              | 73,0 × 74,2 mm           | 78,0 × 83,0 mm           | 69,6 × 82,0 mm            |
| Slagvolume                                     | 1242 cm³                                    | 1242 cm³                 | 1586 cm³                 | 1248 cm³                  |
| Kompressionsforhold                            | 11,0:1                                      | 12,0:1                   | 11,0:1                   | 16,8:1                    |
| Maks. effekt ved omdr./min.                    | 69 kW (94 hk) 6000                          | 66 kW (90 hk) 6000       | 100 kW (136 hk) 6900     | 55 kW (75 hk) 4000        |
| Maks. drejningsmoment ved omdr./min.           | 118 Nm 4800                                 | 120 Nm 4400              | 160 Nm 4400              | 190 Nm 1750               |
| Kraftoverførsel                                |                                             |                          |                          |                           |
| Drivende hjul (standardudstyr)                 | Forhjul                                     | Forhjul                  | Forhjul                  | Forhjul                   |
| Drivende hjul (ekstraudstyr)                   | Alle                                        | –                        | –                        | –                         |
| Gearkasse (standardudstyr)                     | 5-trins manuel                              | 5-trins manuel           | 6-trins manuel           | 5-trins manuel            |
| Gearkasse (ekstraudstyr)                       | 4-trins automatisk                          | –                        | –                        | –                         |
| Præstationer                                   |                                             |                          |                          |                           |
| Topfart                                        | 165 km/t (160 km/t) [165 km/t]              | 165 km/t                 | 195 km/t                 | 165 km/t                  |
| Acceleration 0-100 km/t                        | 12,3 sek. (13,5 sek.) [13,4 sek.]           | 12,3 sek.                | 8,7 sek.                 | 12,7 sek.                 |
| Brændstofforbrug pr. 100 km ved blandet kørsel | 5,0 liter (5,6 liter) [5,5 liter] Blyfri 95 | 4,3 liter Blyfri 95      | 6,4 liter Blyfri 95      | 4,1 liter Diesel          |
| CO2-udslip ved blandet kørsel                  | 116 g/km (129 g/km) [128 g/km]              | 99 g/km                  | 147 g/km                 | 106 g/km                  |

1. ↑  Værdier i runde parenteser gælder for versioner med automatgear, og i kantede parenteser for versioner med firehjulstræk

## Swift (RZ/AZ, 2017−)
Efter at der i midten af marts 2016 blev lækket billeder af den sjette modelgeneration på internettet, præsenterede Suzuki officielt den nye Swift den 27. december 2016. Den nye model kom på det japanske hjemmemarked den 4. januar 2017, mens den europæiske version debuterede på det 87. Geneve Motor Show i marts 2017 og kom ud til forhandlerne den 13. maj 2017.
Sjette generation af Swift er i forhold til forgængeren en centimeter kortere, tre centimeter fladere og fire centimeter bredere. Som følge af brugen af en ny platform, som i modificeret form også bruges til den større Baleno, kunne egenvægten sænkes til cirka 900 kg. De bageste dørhåndtag sidder nu i C-søjlen, mens frontgrillen er blevet væsentligt større. Den nye Swift findes udelukkende med fem døre.
Også motorerne kommer fra Baleno. 1,0-liters turbomotoren med 82 kW (112 hk) findes også som mildhybrid SHVS og med sekstrins automatgear, mens den svagere 1,2-liters sugemotor ligesom i forgængeren også findes med firehjulstræk. I april 2018 følger Swift Sport med den 103 kW (140 hk) stærke 1,4-liters turbomotor fra Vitara S, som debuterede på Frankfurt Motor Show i september 2017. Til gengæld findes der ikke længere nogen dieselversion.

### Sikkerhed
I 2017 blev Swift crashtestet af Euro NCAP. Basisversionen fik tre stjerner ud af fem mulige. Da der som ekstraudstyr kan leveres en sikkerhedspakke, blev Swift også testet med den og fik ved denne test fire stjerner ud af fem mulige.

### Tekniske data
|                                                | 1.2                             | 1.0 Boosterjet                  | 1.0 Boosterjet SHVS   | 1.4 Boosterjet Sport  |
| Byggeperiode                                   | 5/2017−                         | 5/2017−                         | 5/2017−               | 4/2018−               |
| Motordata                                      |                                 |                                 |                       |                       |
| Motortype                                      | R4-benzinmotor                  | R3-benzinmotor                  | R3-benzinmotor        | R4-benzinmotor        |
| Antal ventiler pr. cylinder                    | 4                               | 4                               | 4                     | 4                     |
| Fødesystem                                     | Multipoint- indsprøjtning       | Direkte indsprøjtning           | Direkte indsprøjtning | Direkte indsprøjtning |
| Trykladning                                    | –                               | Turbolader                      | Turbolader            | Turbolader            |
| Køling                                         | Vandkøling                      | Vandkøling                      | Vandkøling            | Vandkøling            |
| Slagvolume                                     | 1242 cm³                        | 998 cm³                         | 998 cm³               | 1373 cm³              |
| Maks. effekt ved omdr./min.                    | 66 kW (90 hk) 6000              | 82 kW (112 hk) 5500             | 82 kW (112 hk) 5500   | 103 kW (140 hk) 5500  |
| Maks. drejningsmoment ved omdr./min.           | 120 Nm 4400                     | 170 Nm 2000−3500                | 170 Nm 2000−3500      | 230 Nm 2500−3500      |
| Kraftoverførsel                                |                                 |                                 |                       |                       |
| Drivende hjul (standardudstyr)                 | Forhjul                         | Forhjul                         | Forhjul               | Forhjul               |
| Drivende hjul (ekstraudstyr)                   | Alle                            | –                               | –                     | –                     |
| Gearkasse (standardudstyr)                     | 5-trins manuel                  | 5-trins manuel                  | 5-trins manuel        | 6-trins manuel        |
| Gearkasse (ekstraudstyr)                       | –                               | 6-trins automatisk              | –                     | –                     |
| Præstationer                                   |                                 |                                 |                       |                       |
| Topfart                                        | 180 km/t [170 km/t]             | 195 km/t (190 km/t)             | 195 km/t              | ukendt                |
| Acceleration 0-100 km/t                        | 11,9 sek. [12,6 sek.]           | 10,6 sek. (10,0 sek.)           | 10,6 sek.             | ukendt                |
| Brændstofforbrug pr. 100 km ved blandet kørsel | 4,3 liter [4,9 liter] Blyfri 95 | 4,6 liter (5,0 liter) Blyfri 95 | 4,3 liter Blyfri 95   | ukendt                |
| CO2-udslip ved blandet kørsel                  | 98 g/km [110 g/km]              | 104 g/km (114 g/km)             | 97 g/km               | ukendt                |

1. ↑  Med automatgear: 160 Nm ved 1700−4000 omdr./min.
2. ↑  Værdier i runde parenteser gælder for versioner med automatgear, og i kantede parenteser for versioner med firehjulstræk